# عجنجول
عجنجول هي قرية فلسطينية في قضاء الرملة. وقد أخليت من سكانها خلال حرب 1948. 

## القرية ما قبل النكبة، عام 1948
القرية كانت قائمة على التلال قليلة الارتفاع، التلال الممتدة من الغرب مُشرفة على قرية بيت نوبا ويالو في الجنوب الشرقي. ولهذا بعض من سكان قرية بيت نوبا في المواسم الزراعية كانوا يسكنون قرية عجنجول فكانت من أهم محاصيل القرية الحبوب والزيتون وشجر التين واللوز، وفي المقابل درس طلاب قرية عجنجول في مدرسة بيت نوبا.

## القرية اليوم ما بعد احتلالها
لا يوجد أية مستعمرات إسرائيلية على أراضي القرية والمنطقة مغلقة. عندما دمرات القوات الصهيونية القرية لم يبق الا حجارة المنازل وأنقاضها، لكن يمكن ملاحظة ورؤية شجر التين واللوز الذي ما زال ينبت في القرية. يوجد في الجانب الجنوبي من القرية قبران حجريان. وفي تقديرات أجريت في عام 1998، فإن عدد لاجئي القرية يصل إلى 8833 شخص.